# Lovas

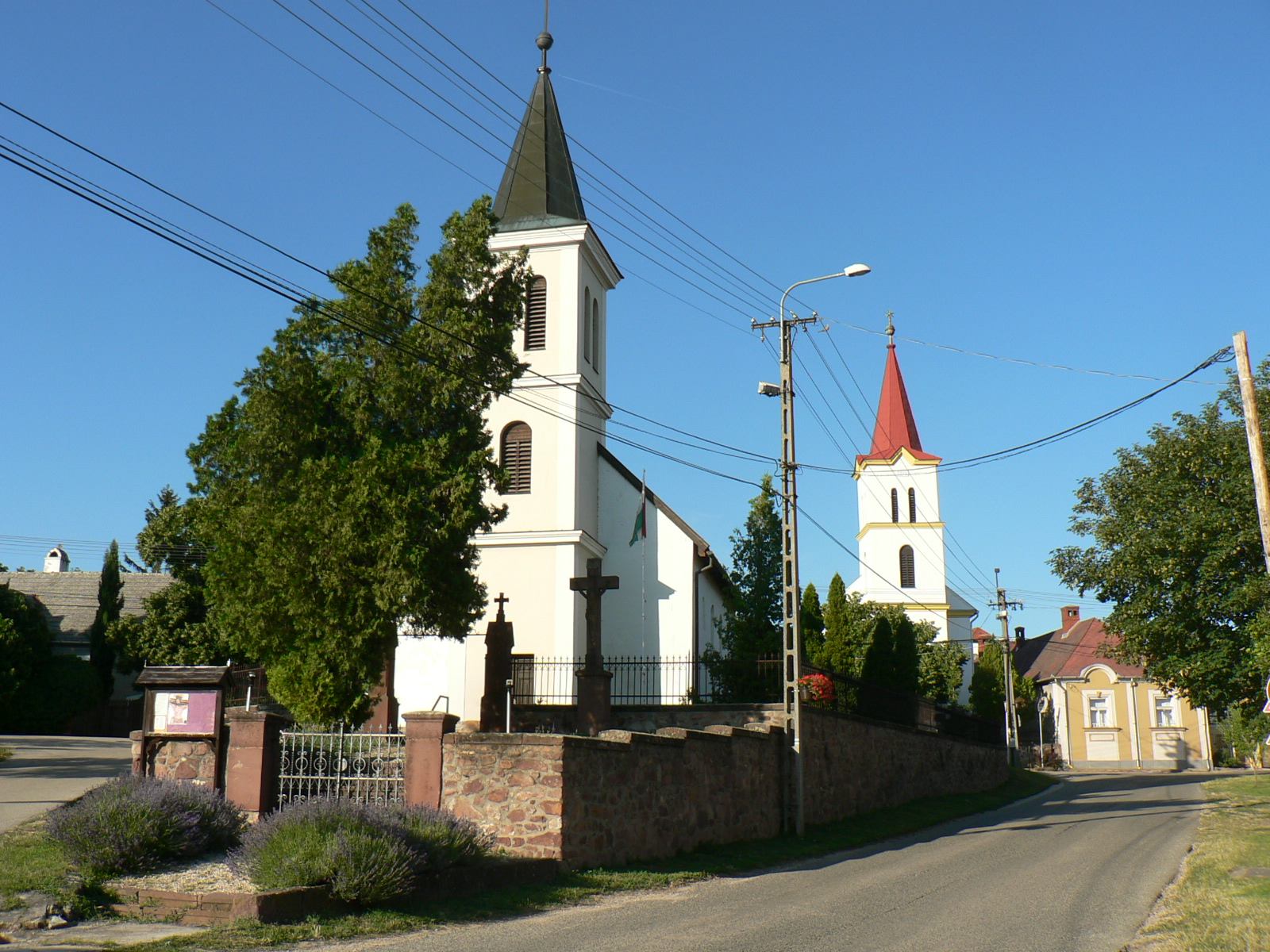
Två kyrkor i Lovas centrum.

Lovas är ett samhälle i provinsen Veszprém i Ungern. Lovas ligger i distriktet Balatonfüred och har en area på 5,94 km². År 2020 hade Lovas totalt 455 invånare.